# Нафіссат Раджі
Нафіссат Раджі (2 серпня 2002) — бенінська плавчиня.
Учасниця Олімпійських Ігор 2020 року, де в попередніх запливах на дистанції 50 метрів вільним стилем посіла 69-те місце і не потрапила до півфіналів.